# Diflunisal
Il diflunisal è un farmaco antinfiammatorio non steroideo (FANS) appartenente alla classe dei salicilati, con indicazione specifica per la riduzione del dolore e della flogosi nelle malattie muscolo-scheletriche.

## Indicazioni
Viene utilizzato come trattamento contro il dolore moderato come nel caso del dolore ai denti o dismenorrea, contro malattie quali l'osteoartrosi e similari. Uno studio iniziato nel 2006 e pubblicato nel 2014 sul Journal of the American Medical Association ne ha inoltre dimostrato l'efficacia nella cura dell'amiloidosi.

## Controindicazioni
Sconsigliato negli infanti, in caso di insufficienza renale e in allattamento.

## Dosaggi
- Dolore (lieve-moderato) 1 g successivamente 500 mg 2 volte al giorno
- Artrosi 0,5 g al giorno (dose massima 1 g)
- Artrite reumatoide 0,5 g al giorno (dose massima 1 g)
- Dismenorrea,  1 g al giorno, successivamente 500 mg due volte al giorno

## Effetti indesiderati
Broncospasmo, ematuria, vertigini, insonnia, cefalea, nausea, diarrea.